# Wire speed
Wire speed oder Wirespeed bezieht sich auf die theoretisch maximale Datenübertragungsrate eines Kabels oder eines anderen Übertragungsmediums. Die Kabelgeschwindigkeit ist abhängig von den physikalischen und elektronischen Eigenschaften des Kabels, kombiniert mit der niedrigsten Übertragungsrate des Verbindungsprotokolls.
Wirespeed beschreibt zudem jede Hardware oder Funktion, welche Daten ohne Verringerung der Gesamtübertragungsrate verarbeitet.
Dieser Wert wird oft in Zusammenhang mit eingebauten Funktionen in Mikrochips gebraucht, welche mit Wirespeed arbeiten, besonders wenn diese mit Softwareimplementationen verglichen werden. Switches, Router und ähnliche Geräte werden manchmal als wirespeedfähige Geräte bezeichnet.
Die Kabelgeschwindigkeit wird selten bei Verbindungen zwischen Computern erreicht, weil der Prozessor limitiert ist, ein Harddisk-Overhead beim Schreiben und Lesen vorhanden ist oder eine Ressourcenkonkurrenz besteht.
Trotzdem ist es ein sinnvolles Konzept, um den theoretisch besten Durchsatz zu schätzen, obwohl das Maximum tatsächlich weit verfehlt wird.